# برنیت
برنیت (به آلمانی: Bernitt) یک شهر در آلمان است که در Rostock District واقع شده‌است. برنیت ۱٬۸۴۲ نفر جمعیت دارد.